# 綠邨電台
綠邨電台有限公司（葡萄牙語：Radio Vilaverde Limitada），是澳門氹仔一所商業廣播電台，於1950年由土生葡人——佩德羅·羅保博士創辦，原址為（前海島市）俾利喇街與美副將大馬路交界的綠邨別墅，後來遷至氹仔馬場看台大樓第四層。該台現任行政總裁為李志文。

## 簡介
綠邨電台啟播初期以中波1037千赫播送節目，呼號為，並分中/葡/英文廣播時段。中文（粵語）播音時段09:00至17:00，葡/英文廣播時段21:00至23:30。當時播放的節目類型以音樂為主，內容包括由羅保本人組成的「綠邨管弦樂團」所編寫和演奏的歌曲。該台全盛時期曾分兩條頻道廣播：「甲台」使用的頻率為中波1005千赫，台呼，每天07:00至21:00播出中文節目，21:00至22:00播出葡英文節目。「乙台」使用的頻率為中波1200千赫，台呼，每天13:00至14:30、20:00至00:00播出葡英文節目。
綠邨電台每天24小時廣播，接收範圍包括澳門以及鄰近的珠海、香港等地，聽眾多為行車人士或職業司機。除了資訊和娛樂內容之外，該台大部分時間亦播放賽馬、足球等有關節目，其中以广播剧最受欢迎。其在澳門賽馬日期間也會現場實況轉播澳門賽馬會賽事，而曾播放的賽狗则因為澳門逸園賽狗會拆卸而終止。
1964年羅保博士逝世後，該台改以全粵語廣播。1967年香港六七暴動期間，該台曾被「綠邨電台廣播組」接管，主要向澳門與香港播送反英抗暴与中國內地的文化大革命等政治宣傳內容。1969年6月25日，「廣播組」解散，該台此後改為純商業電台。
1994年12月31日，綠邨電台以「整頓節目」為理由中止廣播。2000年3月22日，該台以「綠邨738台」之名恢復廣播，并使用AM廣播。
2015年1月26日，澳門特區政府發表公報，授予綠邨電台FM廣播牌照，為期五年，准許使用調頻99.5千赫，同時收回其AM廣播牌照，並自批示翌日起生效。此後直至2015年5月期間，該台沒有安排任何節目廣播。
2015年11月，該台以「綠邨電台FM99.5」之名再度啟播，提供全天候音樂節目。由於頻道訊號使用的發射功率較低，致使澳門大部分地區的接收效果並不理想，聲音不夠清晰。
2017年7月起，節目加入較多類型音樂。同年9月16日，公司推出Android平台及iOS版本之流動應用程式。
2019年4月9日，推出網路直播免費服務。
2020年1月27日，澳門特區政府發表公報行政長官批示(DESCE)20/2020，授予綠邨電台FM廣播牌照續期五年。
2021年初推出$99.5廣告優惠，開始有少量商業廣告播放。
2025年1月20日，政府公報刊登一牌照續期的行政長官批示。「綠邨738台有限公司」經營電台調頻（FM）頻道廣播服務的有關牌照，經持牌人申請，獲准牌照續期至2030年1月。